# ジョシュ・ノーマン
ジョシュ・ノーマン（Josh Norman 1987年12月15日- ）はサウスカロライナ州グリーンウッド出身のアメリカンフットボール選手。ポジションはコーナーバック。現在NFLのカロライナ・パンサーズ所属。

## 経歴
コースタルカロライナ大学時代は、2009年から2011年まで3年連続でビッグサウス・カンファレンスのファーストチームに選ばれた。2011年にはカンファレンス史上2人目、大学史上初めてシニアボウルに選出された。
2012年のNFLドラフト5巡でカロライナ・パンサーズに指名された。
2013年8月9日のシカゴ・ベアーズ戦で60ヤードのインターセプトリターンTDをあげるなど2インターセプトを記録、プレシーズンマッチでは合計4インターセプトをあげた。

## 人物
成長期にあこがれたフットボール選手は、インディアナポリス・コルツで活躍したボブ・サンダースである。サンダースに憧れるあまり、ドレッドヘアにしていたことがある。